# Michał Ziółkowski
Michał Stanisław Ziółkowski (ur. 28 września 1919 w Tarnowie, zm. 16 lutego 2009) – polski działacz obozowej konspiracji, więzień obozu koncentracyjnego Auschwitz-Birkenau. Członek Chrześcijańskiego Stowarzyszenia Rodzin Oświęcimskich.

## Życiorys
Michał Stanisław Ziółkowski urodził się 28 września 1919 w Tarnowie jako syn Michała i Anny. W dwudziestoleciu międzywojennym był członkiem harcerstwa i Sodalicji Mariańskiej. W 1938 zdał maturę i wstąpił do Szkoły Podchorążych Rezerwy Artylerii we Włodzimierzu Wołyńskim, skąd następnie trafił do 23 pułku artylerii w Będzinie.
Podczas polskiej wojny obronnej 1939 uczestniczył w walkach pod Pilicą koło Częstochowy. Uniknął niewoli, przedostając się w cywilnym ubraniu do Tarnowa. Próbował przekroczyć granicę z Węgrami, by wstąpić do formowanego wojska polskiego. Aresztowany na granicy został przewieziony z Komańczy do Sanoka, gdzie był więziony w tamtejszym więzieniu od 24 listopada 1939 do 4 marca 1940, potem w więzieniu na Montelupich w Krakowie i Nowym Wiśniczu. 20 czerwca 1940 wraz z drugim transportem polskich więźniów politycznych, deportowany do niemieckiego obozu koncentracyjnego KL Auschwitz, gdzie otrzymał numer obozowy 1055. W obozie był zatrudniony między innymi przy koszeniu trawy, odbijaniu tynków ze starych budynków, burzeniu domów po wysiedleńcach oraz w garbarni. Był członkiem wewnątrzobozowego ruchu oporu zorganizowanego przez Witolda Pileckiego. Pod koniec października 1944 deportowany do koncentracyjnego Flossenbürg – komando zewnętrzne Leitmeritz, gdzie pracował w sztolniach.
Po zakończeniu działań wojennych powrócił do kraju i podjął studia na Wyższej Szkole Handlu Morskiego. Pracował w spedycji międzynarodowej.